# Ericiataperla
Ericiataperla is een geslacht van steenvliegen uit de familie Gripopterygidae. De wetenschappelijke naam van het geslacht is voor het eerst geldig gepubliceerd in 2016 door Vera Sanchez.

## Soorten
- Ericiataperla puerilis (Illies, 1963)
  - = Chilenoperla puerilis Illies, 1963